# Cohort (unitat militar)
Una cohort (del llatí cohors, en plural cohortis) era la unitat tàctica d'una legió romana després de les reformes de Gai Mari el 107 aC.
Una legió romana constava de 10 cohorts numerades de l'I al X. Una cohort estava composta de 3 maniples, cada manípul estava format per 2 centúries. En canvi, la cohort I estava composta de 5 centúries dobles.
Durant la República, les cohorts s'organitzaven en tres línies anomenades hastats, princeps i triaris, que estaven dividides respectivament en 120, 120 i 60 homes. Les tres línies estaven dividides segons l'experiència i habilitat guerrera, els guerrers joves a la primera línia, que quan aquesta cedia, deixava el seu lloc a la fila més preparada, la dels princeps. A la vegada, els princeps podien cedir si era necessari i quedava la darrera fila, la dels triaris.
Els vèlits, infanteria lleugera, armats amb javelines o fones, se situaven davant de les files i llançaven projectils a l'enemic.
El maniple va ser una unitat de la legió romana, ideada durant les guerres Samnites per contrarestar les derrotes de les formacions d'hoplites. Estava composta per un total de 160 infants, després de la reforma cap a l'any 100 aC del cònsol Gai Mari que va professionalitzar l'exèrcit. Cada maniple estava compost a la vegada per dues centúries de 80 homes cadascuna. Les centúries s'agrupaven administrativament per parelles formant maniples de 160 infants, i aquests en grups de tres formant una cohort de 480 legionaris.
A títol excepcional, la primera cohort, formada pels homes més valents de la legió, es componia de només 5 centúries. Però aquestes eren centúries dobles, és a dir, de 160 homes cadascuna. Els centurions d'aquestes centúries eren anomenats primi ordinis, menys el de la primera centúria, que rebia el nom de primus pilus.

## ViccionariVegeu també
- Cohort urbana
- Vigiles